# Radio sans frontière
 (octobre 2019).
Si vous disposez d'ouvrages ou d'articles de référence ou si vous connaissez des sites web de qualité traitant du thème abordé ici, merci de compléter l'article en donnant les références utiles à sa vérifiabilité et en les liant à la section « Notes et références ».
Radio Sans Frontière (RSF radio) est un opérateur international et francophone basé au Mans (France). 
Cette organisation à statut associatif s'est fixé comme but de contribuer à la promotion et au développement de radios et projets radiophoniques originaux et d'utilité sociale en misant largement sur les technologies de l'information et de la communication.

## Historique
Fondée en 2001 par deux français (Willy Colin, journaliste à France-Télévisions et Yves Tribaleau, enseignant), RSF radio participe activement à l'essor des radios privées et associatives; ses actions se concentrent sur le continent africain. Elles sont menées par des journalistes, animateurs et techniciens. Des professionnels francophones d'Afrique, de France, du Québec et du Canada. Par ailleurs, des enseignants spécialistes des questions des médias au CLEMI ont rejoint le projet.

## Description
RSF radio coordonne un ensemble d'activités de coopération qui s'articulent autour de quatre missions :
1. mission d'évaluation de projets radiophoniques et multimédia pour le compte de promoteurs ;
2. mission de formation portant sur l'animation, le journalisme, la production et les nouvelles technologies appliquées au secteur de la radio ;
3. mission d'information et de promotion sur les radios et projets radiophoniques ;
4. mission de recherche et de réflexion sur le thème de la réduction de la fracture numérique Nord/sud.

Aujourd'hui[Quand ?], une quarantaine de radios (essentiellement du sud) sont partenaires de Radio Sans Frontiere.org, soit quelque 60 à 70 animateurs et journalistes bénéficiaires. 
L'association a été cofondatrice de la Web/Radio/Formation « Radio lucie » soutenue entre autres par l’Organisation internationale de la francophonie et le ministère des affaires étrangères français. Celle-ci a cessé d'émettre en juin 2008.
Toujours concernant les activités de RSF radio, l'association a créé en janvier 2008 une banque de données. Il s'agit d'un espace permettant la production et l'échange de contenus-radios (reportages, entrevues, chroniques, créations...). 
Depuis la plateforme de RSF radio, on peut accéder aux principales activités de l'association ainsi qu'à un ensemble de services dédiés aux acteurs de la radio : Infos, liens, sélections de programmes, émissions, vidéo, etc.
Depuis 2008, l'organisation est impliquée dans d'importants projets de coopération en Afrique Centrale, notamment à Brazzaville (République du Congo) et Bujumbura (Burundi). Elle évalue la faisabilité de ces projets et les réalise avec ses partenaires. Ses interventions concernent la logistique technique, les ressources humaines et la formation du personnel.